# Talpini
Talpini es una tribu de mamíferos soricomorfos de la familia Talpidae. 

## Géneros
- Euroscaptor, Miller, (1940)
- Mogera, Pomel, (1848)
- Parascaptor, Gill, (1875)
- Scaptochirus, Milne-Edwards, (1867)
- Talpa, Linneo, (1758)